# Тхоржевський Ігор Вікторович
Ігор Вікторович Тхоржевський (28 травня 1963, Фастів, Київська область) — український військовий діяч та педагог, Полковник. Начальник Київського військового ліцею імені Івана Богуна (2008–2010).

## Біографія
Народився 28 травня 1963 року в місті Фастів на Київщині. У 1985 році закінчив Київське вище інженерне радіотехнічне училище протиповітряної оборони.
З 20.07.2008 по 25.06.2010 — Начальник Київського військового ліцею імені Івана Богуна.